# Jaungoikoa eta lege zaharra

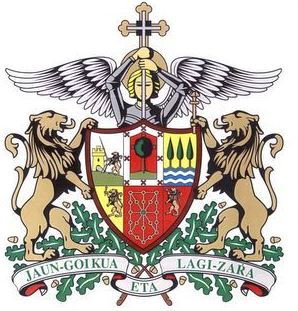
Escudo de Euskal Herria con el lema Jaun-Goikua eta Lagi-Zaŕa

Jaungoikoa eta lege zaharra es una expresión en euskera que significa «Dios y la ley vieja», también escrito como Jaun-Goikua eta Lagi-Zaŕa o Jaungoikoa eta Legezarrak. Es el lema en euskera que los hermanos Sabino y Luis Arana, fundadores del Partido Nacionalista Vasco (PNV), establecieron al asentar las bases del nacionalismo vasco a finales del siglo XIX, en 1895. Procede del lema fuerista vascongado Jaungoicoa eta foruac («Dios y fueros»). La expresión lagi zarra («ley vieja»), en alusión a los fueros por los que se regían los territorios vasco-navarros, se empleó para diferenciarse de la terminología de connotación española del término foruak.
El acrónimo del lema Jaungoikoa eta lege zaharra es JEL, del que derivan los apelativos jelkide y jeltzale (que se pueden traducir como miembro del JEL y partidario del JEL, respectivamente) con los que son conocidos los militantes del Partido Nacionalista Vasco. La denominación en euskera del partido es Eusko Alderdi Jeltzalea, utilizando jeltzale en lugar de abertzale o nacionalista.

## Lema fuerista original
El lema nacionalista procede del lema fuerista Jaungoikoa eta foruak (Dios y fueros), también escrito como Jaungoicoa eta fueroac. Este lema —reivindicado especialmente por neocatólicos, carlistas e integristas— fue popularizado por un discurso pronunciado bajo el árbol de Guernica en 1864 por Miguel Loredo, apoderado de la villa de Portugalete, y por un folleto publicado en 1869 por el neocatólico vizcaíno Arístides de Artiñano titulado «Jaungoicoa eta foruac: la causa vascongada ante la revolución española». Durante la tercera guerra carlista llegaría incluso a ser empleado por los republicanos federalistas para apartar a los fueristas del carlismo. El lema fue utilizado también por la Asociación Euskara de Navarra y la Sociedad Euskalerria de Bilbao, presidida por Fidel Sagarmínaga.
En el lema original Dios hacía referencia a la religión católica, de profunda implantación en las provincias vascongadas y Navarra, que se veía agredida por la legislación anticlerical del Sexenio Democrático, particularmente por la libertad de cultos, que se consideraba también una afrenta contra los fueros, puesto que ambos conceptos iban estrechamente ligados.

## Discrepancias en torno al lema
El carácter confesional que el lema Jaungoikoa eta lege zarra lleva implícito ha sido cuestionado varias veces en el seno del Partido Nacionalista Vasco, la única formación nacionalista vasca que lo ha venido manteniendo. 
Ya en 1902 fue criticado por el doctor Madinabeitia y más tarde, en 1910, por un sector del partido que renegaba de la religión aconsejando a sus seguidores que «fomentasen las ideas vascas dentro de una política encaminada a la república» tal y como se publicó en el periódico El Liberal el 24 de febrero de 1910. Este sector del PNV consumó una escisión formando el efímero Partido Republicano Nacionalista Vasco dirigido por Pedro Sarasqueta, Segundo Izpicua y Francisco de Ulacia.
En 1930 Comunión Nacionalista Vasca (procedente de la escisión de 1916), se vuelve a fusionar con el Partido Nacionalista Vasco (Aberri), principal mantenedor del lema del JEL; pero una parte de Comunión Nacionalista Vasca, más liberal, decide la no integración en el PNV formando Acción Nacionalista Vasca.
En 1977 se produjo dentro del PNV otra discusión sobre el lema fundacional, la cual se resolvió con la resolución del primer congreso del partido tras la restauración democrática, que se celebró en Pamplona ese mismo año y que determinó:

Euzko Alderdi Jeltzailea. Partido Nacionalista Vasco, fundado por Sabino Arana recibe su nombre del lema "Juangoikoa eta Lege Zarra", expresión que conjuga una concepción transcendente de la existencia con la afirmación de la Nación Vasca, cuyo ser político ha de expresarse a partir de la recuperación de la soberanía contenida en el Regimen Foral.